# 藤田聖吾
藤田 聖吾（ふじた せいご、1981年5月9日 - ）は、北海道出身のサッカー指導者。

## 来歴
大学まで選手としてプレー。卒業後は指導者の道へ進み、2年間筑波大学蹴球部でスタッフを務めた。
2012年、アビスパ福岡のテクニカルスタッフに就任し、2014年より分析担当のコーチを務める。
2015年シーズンからジュビロ磐田の分析担当テクニカルスタッフに就任。2016年シーズン限りで磐田との契約を満了。

## 所属クラブ
- 1997年 - 1999年 北海道札幌藻岩高等学校
- 2001年 - 2004年 北海道教育大学函館校

## 指導歴
- 2005年 - 2009年 大和南FC U-12 コーチ
- 2010年 - 2011年 筑波大学蹴球部 スタッフ
- 2012年 - 2014年 アビスパ福岡
  - 2012年 - 2013年 テクニカルスタッフ
  - 2014年  コーチ (分析担当)
- 2015年 - 2016年 ジュビロ磐田 分析担当テクニカルスタッフ